# أ. أ. لونغ
أ. أ. لونغ (بالإنجليزية: A. A. Long)‏ هو باحث في تاريخ العصور الكلاسيكية وأستاذ جامعي أمريكي، ولد في 17 أغسطس 1937 في مانشستر في المملكة المتحدة.